# Dimitrios Christopulos
Dimitrios Christopulos (gr. Δημήτριος Χριστόπουλος ) – grecki lekkoatleta, maratończyk. Uczestnik pierwszych nowożytnych igrzysk olimpijskich w 1896 roku.
Podczas igrzysk olimpijskich w Atenach w 1896 roku brał udział w biegu maratońskim, jednak nie ukończył go. Reprezentował klub Gymnastiki Etaireia Patron (Patras).